# ユタカ (プロレスラー)
ユタカ（1974年8月11日 - ）は、日本のプロレスラー。本名：福田 豊（ふくだ ゆたか）。

## 経歴
- 1999年5月2日、プロレスリング華☆激山川勤労者体育センター大会で福田豊として対北島聡紀戦でデビュー。
- 2001年、練習生として大阪プロレスに移籍。
- 2002年5月26日、リングネームを福田ユタカに改名して大阪プロレスMOTHER HALL大会の対橘隆志戦で再デビュー。
- 2004年3月、リングネームをユタカに改名。
- 2005年4月24日、怪我が原因で引退。
- 2009年5月31日、びっくりプロレス豊中ローズ文化ホール大会で内田祥一とタッグを組んで対高井憲吾&柏大五郎組戦で再デビュー。

## 得意技
年金ドライバー
ハリケーンドライバーと同型。
パワハラ
ワルキューレ
バズソーキック
仰向けになった相手の上半身を起こして相手の左側頭部を振り抜いた右足の甲で蹴り飛ばす。
各種キック

## 入場曲
- Close-Up（デイヴィッド・サンボーン）

## タイトル歴
- 大阪プロレスバトルロイヤル王座
- 大阪タッグフェスティバル優勝